# Shaila Rubin
Shaila Rubin (New Jersey, 6 marzo 1935 – Roma, 15 dicembre 2006) è stata una casting director statunitense, tra i più importanti fra quelli che operano in Italia.

## Biografia
Vera e propria icona del cinema internazionale, vanta collaborazioni con registi dal calibro di Mel Gibson, John Irvin, Oliver Parker, David Leland, Antonello Bellico, Brad Mirman, Paul Tickell, Rennie Harlan, Marco Ponti, Peter Greenaway, Ridley Scott, Anthony Minghella, Brian Helgeland, James Ivory, Roberto Benigni, Giuseppe Tornatore, Dario Argento, Norman Jewison, Roberto Faenza, Francesco Rosi, Jane Campion, ecc.
Nel 1995 ha ricevuto una nomination agli Emmy Awards per il casting del film TV Jacob.
Nel 2004 ha ricevuto il Ciak di Corallo, riconoscimento alla carriera dell'Ischia Film Festival. E tra l'altro le fu dedicato il film di Pupi Avati Il nascondiglio.